# Stilpnolepis
Stilpnolepis es un género de plantas pertenecientes a la familia Asteraceae. Comprende 2 especies.

## Taxonomía
El género fue descrito por Ippolit Krashenínnikov y publicado en Botanicheskie Materialy Gerbariia Botanicheskogo Instituta imeni V. L. Komarova Akademii Nauk SSSR 9: 207, en 1946.

## Especies aceptadas
A continuación se brinda un listado de las especies del género Stilpnolepis aceptadas actualmente, ordenadas alfabéticamente. Para cada una se indica el nombre binomial seguido del autor, abreviado según las convenciones y usos.
- Stilpnolepis centiflora (Maxim.) Krasch., 1946
- Stilpnolepis intricata (Franch.) C.Shih, 1985